# Граница (Брянская область)
Граница —  упразднённый в 1987 году посёлок  в Новозыбковском районе Брянской области России.
Находился в 4 км к востоку от села Новое Место.
Возник в 1920-х годах; по переписи 1926 года преобладало украинское население.
Посёлок входил в состав Новоместского сельсовета; исключён из учётных данных в 1987 году.